# Salto de Tepuxtepec
Salto de Tepuxtepec es una localidad del estado mexicano de Michoacán. Es parte del municipio de Contepec. Fue fundada el 26 de julio de 1909.

## Toponimia
El nombre «Tepuxtepec» proviene de los términos en náhuatl: tepiztli, cobre; tepetl, cerro; co, locativo. Su significado es «En el cerro del cobre».

## Demografía
| Gráfica de evolución demográfica |
|                                  |

| Censo | Población |
| ----- | --------- |
| 1930  | 3 868     |
| 1940  | 937       |
| 1950  | 844       |
| 1960  | 1 246     |
| 1970  | 1 316     |
| 1980  | 1 426     |
| 1990  | 1 485     |
| 2000  | 1 726     |
| 2010  | 1 836     |
| 2020  | 1 863     |